# Mustafa Akyol
Mustafa Akyol (Ankara, 20 febbraio 1972) è uno scrittore e giornalista turco.
È autore del libro Islam without Extremes: A Muslim Case for Liberty, in lizza nel 2012 per il Premio Lionel Gelber, un premio letterario per il miglior libro di saggistica in inglese al mondo. Nel 2013 è diventato un opinionista collaboratore per l'International New York Times. È famoso nel mondo occidentale principalmente per le sue idee secondo cui l'Islam è altamente compatibile con il Liberalismo classico e con i valori dell'Illuminismo, e che la religione islamica e il governo dei paesi a maggioranza musulmana dovrebbero essere riformati secondo linee simili a quanto accaduto in precedenza nella cultura cristiana in Europa.

## Biografia
Akyol è figlio del giornalista liberale Taha Akyol e ha ricevuto la sua educazione ad Ankara. Si è laureato presso la Nişantaşı Anadolu Lisesi di Istanbul. Ha frequentato l'Università del Bosforo precisamente il Dipartimento di relazioni internazionali. Ha conseguito i suoi master nel dipartimento di storia della stessa università con una tesi sulla questione curda in Turchia; in seguito ha scritto un famoso libro intitolato "Kürt Sorununu Yeniden Düşünmek: Yanlış Giden Neydi, Bundan Sonra Nereye? "( Ripensando alla questione curda: cosa è andato storto, quale sarà il prossimo? ).

## Carriera
Akyol ha scritto articoli per quotidiani turchi come Hürriyet Daily News. Ha criticato sia l'Estremismo islamico che il Secolarismo turco, che ha paragonato al Giacobinismo e al Fondamentalismo.
I suoi articoli precedenti erano spesso concordi con il Partito della Giustizia e dello Sviluppo, sebbene i suoi pezzi successivi abbiano criticato la governance del partito in quanto "ha adottato le stesse abitudini autoritarie a cui era contrario" e quindi è "fallito come modello di islamismo liberale".
Nel corso degli anni ha tenuto seminari in diverse università o centri di ricerca negli Stati Uniti e nel Regno Unito su questioni relative all'Islam, alla politica e agli affari turchi. Ha anche parlato al TED (conferenza), tenendo una conferenza su "Fede contro tradizione nell'Islam".
Gli articoli di Mustafa Akyol sulle questioni islamiche, in cui si discute principalmente dell'estremismo islamico e del terrorismo da un punto di vista musulmano difendendo la fede islamica, sono apparsi in pubblicazioni come Foreign Affairs, The Wall Street Journal, The Washington Post, The Forward, First Things, The Huffington Post, The Weekly Standard, The Washington Times, The American Enterprise, National Review, FrontPage Magazine, Newsweek e Islam Online.
Akyol è anche autore del libro in lingua inglese Islam Without Extremes: A Muslim Case For Liberty (W.W. Norton). Secondo l'editore, questa è "una base intellettuale disperatamente necessaria per la riconciliazione tra Islam e libertà religiose, politiche, economiche e sociali". Schwartz critica la mancanza di piena divulgazione dell'autore sulla storia turca della sua famiglia e sul suo coinvolgimento in politica. Critica inoltre l'autore di non aver accuratamente esposto i fatti riguardanti la democrazia turca e di essersi affrettato a trarre conclusioni sul partito politico dell'AKP del paese poiché non è pienamente supportato da prove.
Dal 2017 al 2018, è stato ricercatore senior presso il Wellesley College e dal 2018 è ricercatore presso il Cato Institute.

## Supporto al disegno intelligente
Akyol era un promotore schietto del Disegno intelligente ed è stato identificato come ex portavoce della Science Research Foundation ( Bilim Araştırma Vakfı ), un gruppo di Creazionismo islamico, fondato da Adnan Oktar. Akyol in seguito affermò di aver terminato la sua "collaborazione con [Bilim Araştırma Vakfı] ... a causa di alcune divergenze su questioni diverse dal disegno intelligente". Era anche affiliato con il Discovery Institute. Ha testimoniato nelle conferenze sull'evoluzione del Kansas a favore dell'introduzione del Disegno intelligente e organizzato una conferenza di Disegno intelligente sponsorizzata dal governo a Istanbul. Nel 2019, ha detto di aver cambiato idea, osservando che "la teoria dell'evoluzione è perfettamente compatibile con la fede".

## Pubblicazioni
- Mustafa Akyol, Islam Without Extremes, 1stª ed., W.W. Norton & Company, 2011, ISBN 978-0-393-07086-6. Mustafa Akyol, Islam Without Extremes, 1stª ed., W.W. Norton & Company, 2011, ISBN 978-0-393-07086-6. Mustafa Akyol, Islam Without Extremes, 1stª ed., W.W. Norton & Company, 2011, ISBN 978-0-393-07086-6.
- Mustafa Akyol, Rethinking The Kurdish Question: What Went Wrong? What Next?, Dogan Publishing. URL consultato l'11 giugno 2020 (archiviato dall'url originale il 17 novembre 2016).